# Blepephaeus penangensis
Blepephaeus penangensis är en skalbaggsart som beskrevs av Stefan von Breuning 1960. Blepephaeus penangensis ingår i släktet Blepephaeus och familjen långhorningar. Inga underarter finns listade.